# Gérard Mourou
Gérard Albert Mourou (sinh ngày 22 tháng 6 năm 1944) là một nhà khoa học người Pháp và tiên phong trong lĩnh vực kỹ thuật điện và laser và người đoạt giải Nobel. Cùng với Donna Strickland, ông đã đoạt giải Nobel Vật lý cho sự phát minh của họ về một kỹ thuật được gọi là khuếch đại xung chirped, hoặc CPA, sau này được sử dụng để tạo xung laser cực kỳ xung, cường độ rất cao (terawatt). Năm 1994, Mourou và nhóm nghiên cứu của ông tại Đại học Michigan phát hiện ra rằng sự cân bằng giữa sự khúc xạ tự tập trung (xem hiệu ứng Kerr) và sự nhiễu xạ tự suy giảm bởi sự ion hóa và sự hiếm hoi của chùm tia laser cường độ terawatt trong khí quyển tạo ra "sợi" hoạt động như các ống dẫn sóng cho chùm tia do đó ngăn ngừa sự phân kỳ.

## Sự nghiệp
Mourou là giám đốc của Laboratoire d'Optique Appliquée (Phòng thí nghiệm Quang học Ứng dụng) tại ENSTA từ 2005 đến 2009. Ông là giáo sư và là thành viên của Haut Collège tại École Polytechnique và Đại học Giáo sư danh dự AD Moore tại Đại học Michigan, nơi ông đã dạy cho hơn 30 năm. Ông là giám đốc sáng lập của Trung tâm Khoa học quang học siêu nhanh tại Đại học Michigan năm 1990. Trước đó ông đã lãnh đạo một nhóm nghiên cứu về xung cực ngắn tại Laboratoire d'optique appliquée của ENSTA và École Polytechnique, sau khi lấy bằng tiến sĩ từ Đại học Pierre và Marie Curie vào năm 1973. Sau đó, ông đến Hoa Kỳ và trở thành giáo sư tại Đại học Rochester năm 1977, nơi ông và sinh viên Donna Strickland của ông đã sản xuất tác phẩm đoạt giải Nobel của mình. Hiện nay, Phó Giáo sư tại Đại học Waterloo, Luận án tiến sĩ của Strickland, "Phát triển một laser cực sáng và một ứng dụng để ion hóa đa photon", được giám sát bởi Mourou. Trong khi ở trường đại học này, cặp đồng phát minh ra khuếch đại xung chirped, một "phương pháp tạo ra các xung quang học cường độ cao, cực ngắn".
Vào những năm 2000, ông đã thử sức trong bộ phim nghiệp dư, đóng vai chính trong một video công khai cho Extreme Light Infrastructure (ELI).